# Las Peñitas, Guerrero
Las Peñitas är en ort i Mexiko.   Den ligger i kommunen Marquelia och delstaten Guerrero, i den södra delen av landet, 300 km söder om huvudstaden Mexico City. Las Peñitas ligger 9 meter över havet och antalet invånare är 106.
Terrängen runt Las Peñitas är huvudsakligen platt, men österut är den kuperad. Havet är nära Las Peñitas åt sydväst. Runt Las Peñitas är det ganska glesbefolkat, med 34 invånare per kvadratkilometer. Närmaste större samhälle är Marquelia, 5,6 km nordväst om Las Peñitas. Omgivningarna runt Las Peñitas är en mosaik av jordbruksmark och naturlig växtlighet.